# Missing You (sencillo de Glay)
«Missing You» es el 21º sencillo de la banda japonesa GLAY. Salió a la venta el 15 de noviembre de 2000.

## Canciones
1. «Missing You»
2. «TIME»
3. «WHY DON'T WE MAKE YOU HAPPY»
4. «Surf Rider»
5. «Missing You» (Instrumental)